# Nueva Santa Cruz Yaxté
Nueva Santa Cruz Yaxté är en ort i Mexiko.   Den ligger i kommunen Pantelhó och delstaten Chiapas, i den sydöstra delen av landet, 800 km öster om huvudstaden Mexico City. Nueva Santa Cruz Yaxté ligger 983 meter över havet och antalet invånare är 146.
Terrängen runt Nueva Santa Cruz Yaxté är kuperad åt sydost, men åt nordväst är den bergig. Terrängen runt Nueva Santa Cruz Yaxté sluttar söderut. Runt Nueva Santa Cruz Yaxté är det ganska tätbefolkat, med 129 invånare per kvadratkilometer. Närmaste större samhälle är Yajalón, 11,0 km nordost om Nueva Santa Cruz Yaxté. Omgivningarna runt Nueva Santa Cruz Yaxté är en mosaik av jordbruksmark och naturlig växtlighet.